# Himberg
Himberg osztrák mezőváros Alsó-Ausztria Bruck an der Leitha-i járásában. 2022 januárjában 7828 lakosa volt. 

## Elhelyezkedése

Himberg a Bruck an der Leitha-i járásban

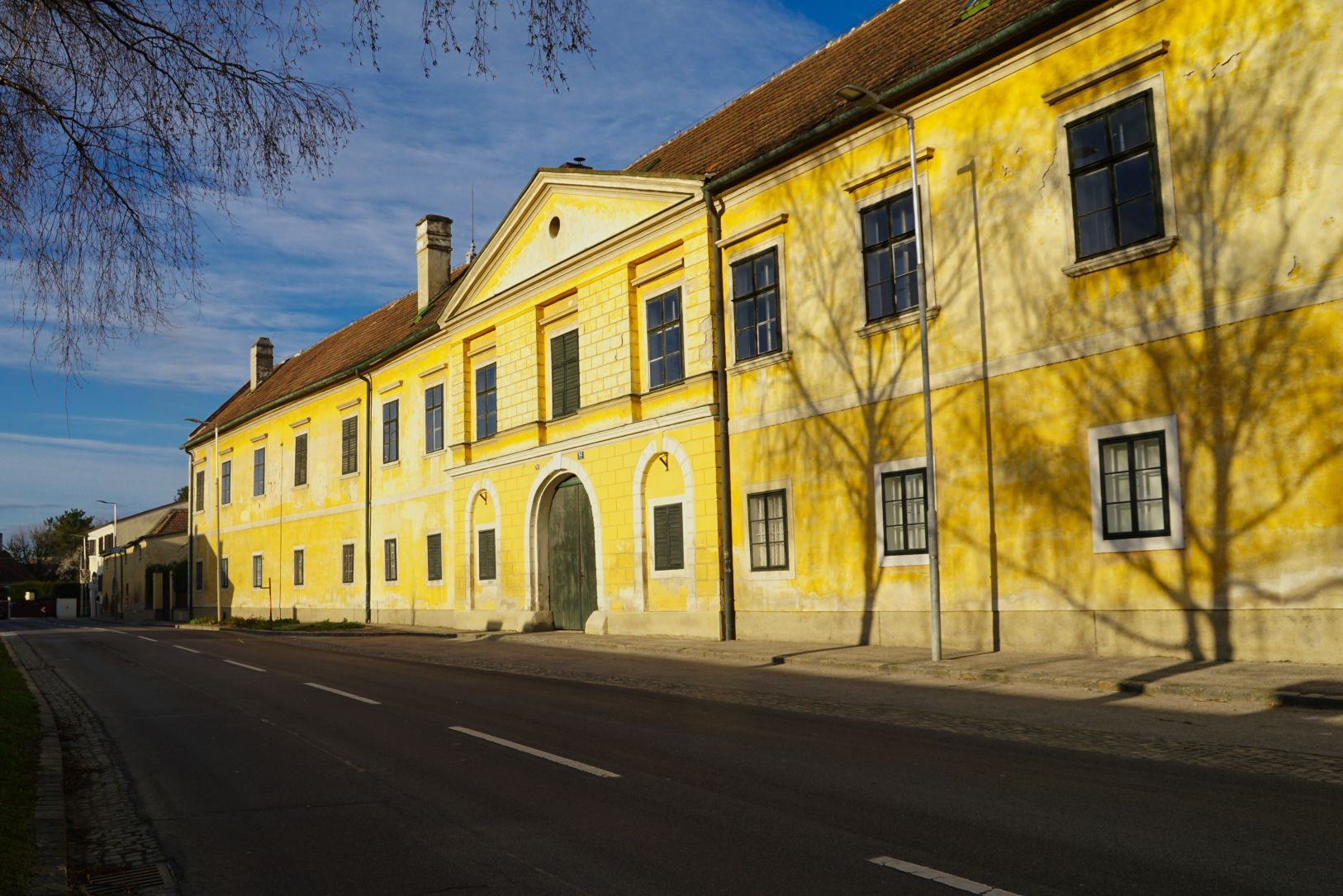
A velmi kastély

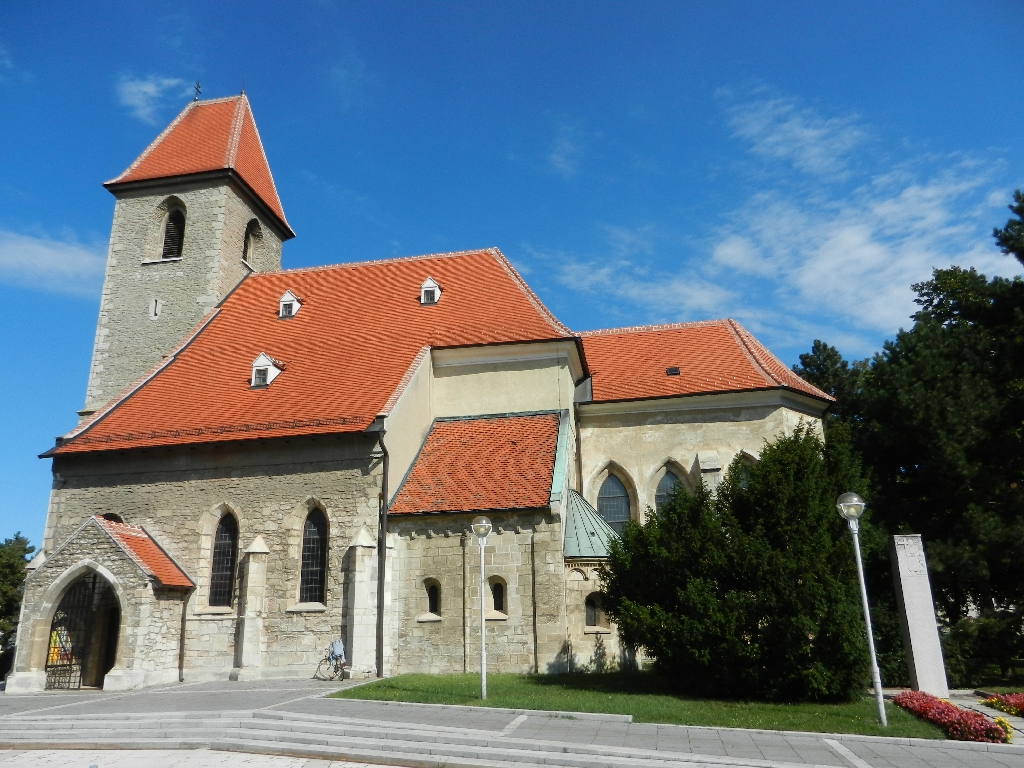
A Szt. György-plébániatemplom

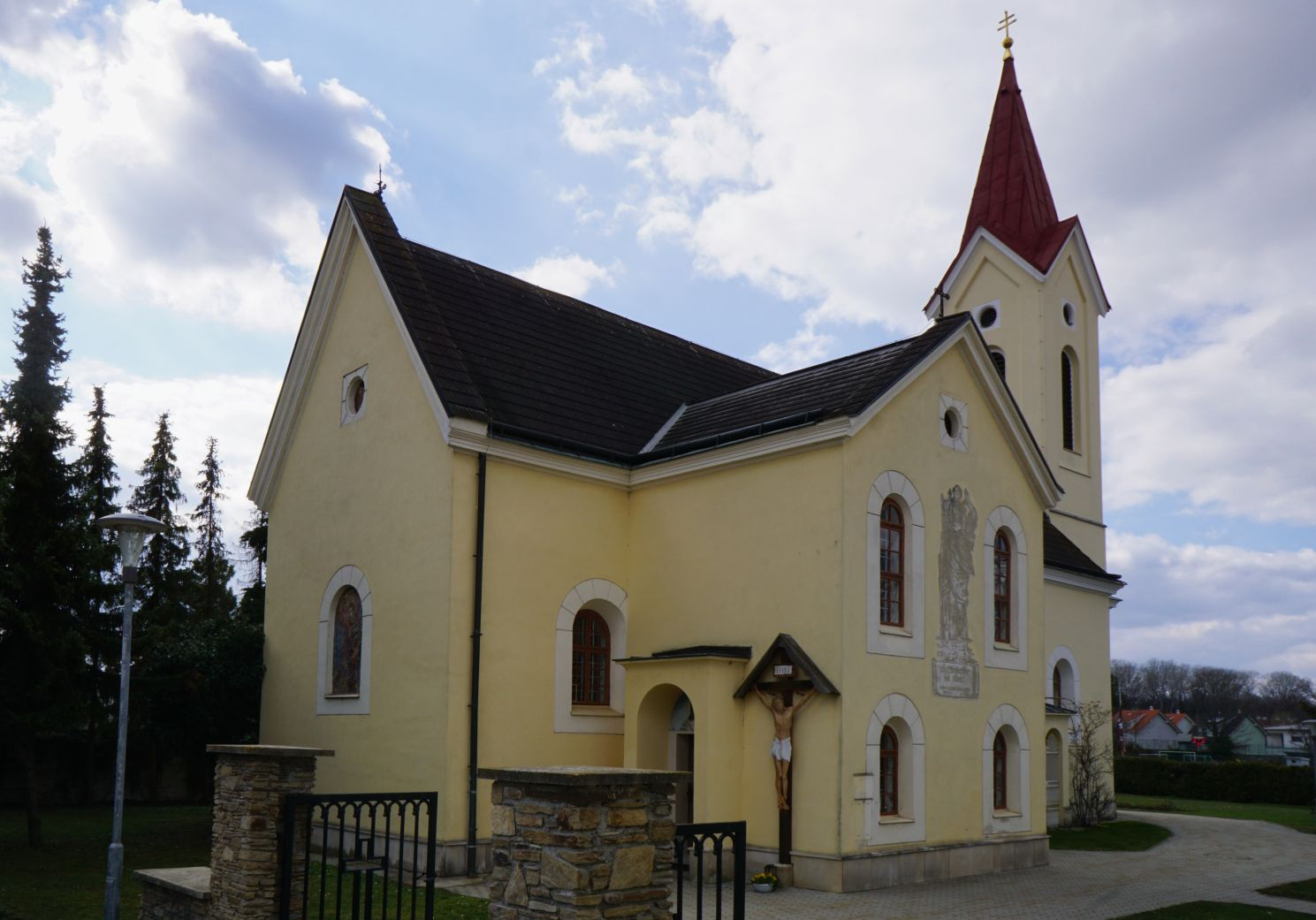
A velmi Szt. Miklós-plébániatemplom

Himberg a tartomány Industrieviertel régiójában fekszik, a Bécsi-medencében, a Kalten Gang folyó mentén. Területének 5,9%-a erdő, 76% áll mezőgazdasági művelés alatt. Az önkormányzat 5 települést és településrészt egyesít: Gutenhof (32 lakos 2022-ben), Himberg (5537), Pellendorf (707), Velm (1552) és Fasanensee. 
A környező önkormányzatok: északnyugatra Maria-Lanzendorf, északra Lanzendorf, északkeletre Zwölfaxing, keletre Rauchenwarth, délkeletre Ebergassing és Gramatneusiedl, délre Moosbrunn, délnyugatra Trumau, nyugatra Münchendorf és Achau.

## Története
Himberget 1100 körül említik először. Nevét a Babenbergek egyik vazallusáról, Marquardus de Hintpergről kapta. 1243-ban Civakodó Frigyes osztrák herceg szerezte meg a falut és a hozzá tartozó várat. 1312-1315-ben Bernhard von Prambach passaui püspök utasítására két valdens eretneket égettek el máglyán Himbergben. 1320 körül a falu önálló egyházközséggé vált, 1365-ben pedig mezővárosi jogokat kapott. 
Bécs 1529-es és 1683-as török ostromakor a település és vára elpusztult. I. Ferdinánd király a túlélőknek kárpótlásul a vásártartási jog mellett vámszedési jogot is adományozott. 1749-ben a polgárság 40 ezer guldenért megváltotta feudális kötelezettségeit és Himberg szabad mezővárossá vált. A vasutat az elsők között, 1846-ban vezették be Himbergbe a Bécs-Bruck an der Leitha vonal (a későbbi Ostbahn) megépítésével.
Az 1938-as Anschluss után kialakították Nagy-Bécset és Himberget is a főváros 23. kerületéhez csatolták. Önállóságát 1954-ben nyerte vissza és az akkor megalakított Bécskörnyéki járáshoz kapcsolták. A járás 2016-ban megszűnt, Moosbrunn azóta a Bruck an der Leitha-i járás része. 1971-ben az addig önálló Velmet, egy évvel később pedig Pellendorfot Himberg önkormányzatához csatolták.

## Lakosság
A himbergi önkormányzat területén 2022 januárjában 7828 fő élt. A lakosságszám 1951 óta gyarapodó tendenciát mutat. 2020-ban az ittlakók 88,2%-a volt osztrák állampolgár; a külföldiek közül 1,8% a régi (2004 előtti), 4,9% az új EU-tagállamokból érkezett. 3,9% az egykori Jugoszlávia (Szlovénia és Horvátország nélkül) vagy Törökország, 1,2% egyéb országok polgára volt. 2001-ben a lakosok 71,2%-a római katolikusnak, 4,1% evangélikusnak, 2,7% ortodoxnak, 1% mohamedánnak, 19,1% pedig felekezeten kívülinek vallotta magát. Ugyanekkor a legnagyobb nemzetiségi csoportokat a németek (91,7%) mellett a szerbek (2,8%), a horvátok (1,1%) és a magyarok (1%) alkották.
A népesség változása:

| 2016 | 7 276 |
| 2018 | 7 375 |

## Látnivalók
- a Szt. György-plébániatemplom
- az 1733-ban épült plébánia
- a velmi Szt. Miklós-plébániatemplom
- az 1800-ban épült velmi kastély

## Fordítás
- Ez a szócikk részben vagy egészben  a   Himberg című német Wikipédia-szócikk ezen változatának fordításán alapul.  Az eredeti cikk szerkesztőit annak laptörténete sorolja fel. Ez a jelzés csupán a megfogalmazás eredetét és a szerzői jogokat jelzi, nem szolgál a cikkben szereplő információk forrásmegjelöléseként.